# Alfonso III de Asturias
Alfonso III de Asturias, llamado «el Magno» (c. 852-Zamora, 20 de diciembre de 910), fue rey de Asturias y emperador de Hispania desde 866 hasta poco antes de su defunción, ocurrida en 910. Hijo y sucesor de Ordoño I y de su esposa, la reina Nuña, Alfonso III fue el último rey asturiano, o el primero de León, ya que en esta ciudad residió largas temporadas, y allí tenía su Consejo de Gobierno y Tribunal de Justicia. 
Desde su ascenso al poder hubo de hacer frente a una serie de problemas internos: revueltas nobiliarias, conatos de rebelión en la propia dinastía, como el caso de su hermano, el infante Bermudo Ordóñez. Llevó a cabo una fuerte actividad repobladora, acogiendo a una importante inmigración mozárabe, y consolidó el Duero como frontera meridional del reino, en torno a las plazas fuertes de Toro y Zamora. Luchó enérgicamente contra los musulmanes, a los que derrotó en Polvoraria. Rechazó la yihad del rebelde omeya Ibn al-Qitt y pactó con Ibn Marwán al-Yalliqi, valí de Mérida.
Se casó entre mayo y diciembre de 873 con Jimena Garcés, cuya estirpe todavía se discute, aunque probablemente era hija de García Íñiguez de Pamplona. De este matrimonio nacieron los tres primeros reyes propiamente leoneses, García, Ordoño y Fruela, que ya en vida de su padre gobernaron la frontera centro-oriental (la futura Castilla), Galicia y Portugal, y Asturias, respectivamente.
El rey Alfonso III de Asturias inició la idea imperial en el siglo IX. En 867 confirma como Adefonsus totius Hispaniae imperator. En 877 aparece como Adefonsus Hispaniae imperator y en 906 como Adefonsus...Hispaniae rex. Varios de sus descendientes también adoptaron el título imperial.
Sus últimos años de reinado son oscuros. Por motivos desconocidos, su primogénito García trató de derrocarlo, lo que logró finalmente con el concurso de sus hermanos. Alfonso III abdicó, aunque conservó el título real, y murió en Zamora, al parecer tras emprender una última incursión en territorio musulmán.

## Esbozo biográfico

### Primeros años
Su juventud es desconocida. Fue asociado al trono en 853 y se ocupó del gobierno de Galicia. Al morir su padre, tuvo que enfrentarse a Fruela Bermúdez, conde de Lugo, que le disputaba la corona; hasta parece que llegó a usurparle el trono, refugiándose Alfonso en Álava. Hay que tener en cuenta que hasta hacía poco la monarquía había sido electiva y todavía habría quien rechazara la sucesión dinástica. Sin embargo, un año más tarde Alfonso III recuperó la corona gracias a la ayuda del conde Rodrigo de Castilla, quien se enfrentó en 866 a los partidarios de Fruela. Según la crónica de Sampiro, los magnates ovetenses dieron muerte al rebelde conde Fruela y Alfonso «fue reconocido pacíficamente por todos como sucesor de su padre Ordoño I.»

### En la reconquista

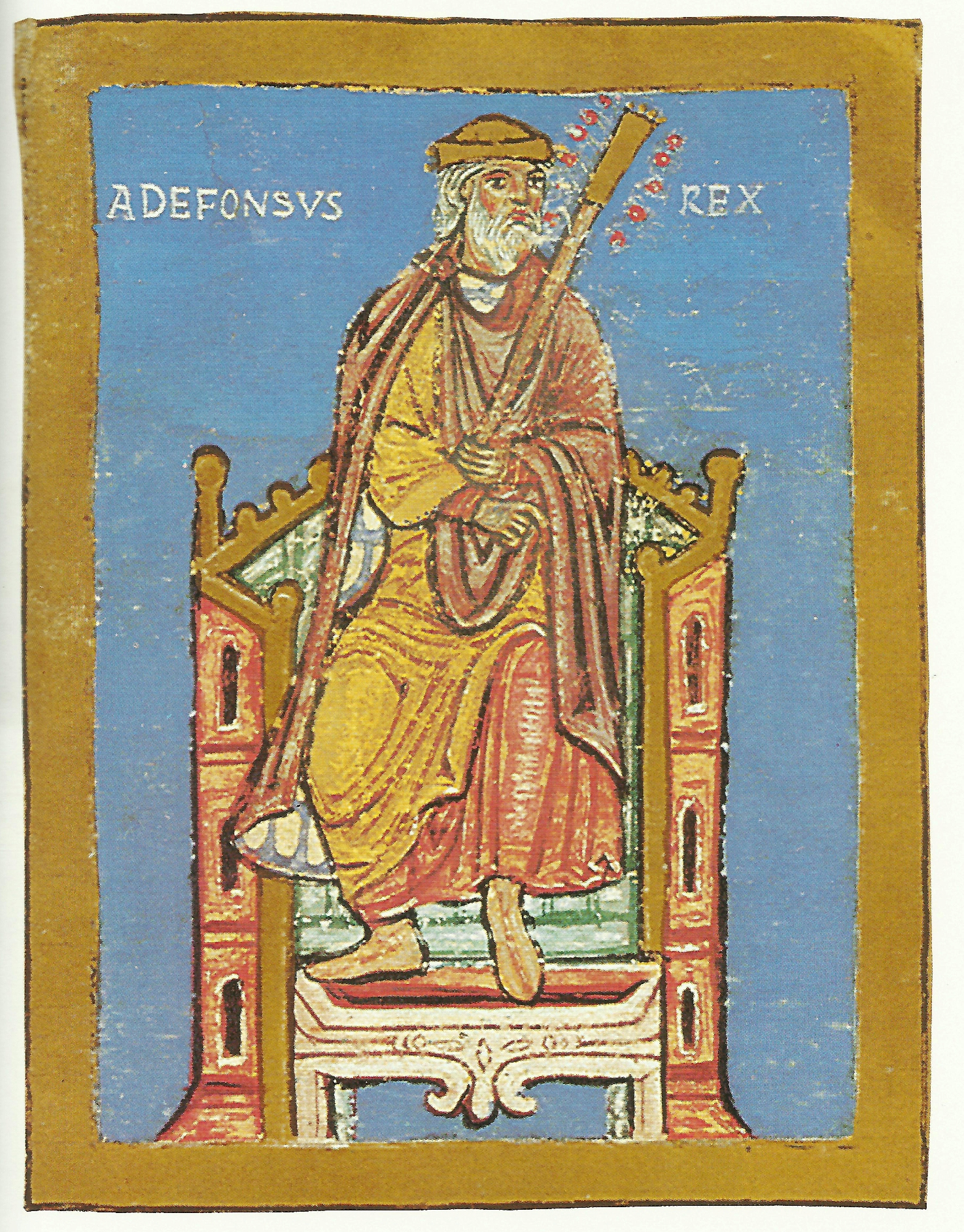
Miniatura del rey Alfonso en el Tumbo A, conservada en el Biblioteca de la Catedral de Santiago

Al año siguiente, 867, tuvo que atender una sublevación en la parte oriental del reino, en Alava, vascones según la Crónica albeldense, alaveses según la Crónica de Sampiro que se habían sublevado dirigidos por el conde Eylo. Sampiro describe así estos eventos:

Llegó un mensajero desde Álava, anunciando que sus corazones se habían inflado contra el rey: oído lo cual, el monarca dispuso marchar hacia allí. Impulsados por el pavor que les produjo su llegada, rápidamente reconocieron sus obligaciones y suplicantes bajaron ante él sus cabezas y prometieron que permanecerían fieles a su reino y a su autoridad, y que harían lo que les fuese ordenado. De este modo sometió a su poder a una Álava tendida ante sí, y a Eylo, que se presentaba como su conde, se lo trajo para Oviedo cargado de hierros.

Su padre, Ordoño, había comenzado la repoblación de los territorios fronterizos y Alfonso continuó con ello. Los primeros éxitos fueron cosechados en tierras portuguesas, donde las tropas del rey Alfonso lograron situar la frontera sudoccidental en el río Mondego. El conde Vimara Pérez en 868 conquistó Oporto y repobló la comarca. En 878, el ejército del rey Alfonso III, con el conde Hermenegildo Gutiérrez al mando, se enfrentó a las fuerzas musulmanas lideradas por el emir de Córdoba Mohamed I que habían iniciado un ataque contra Oporto.  Después de haber derrotado a las fuerzas del emir y expulsado a los habitantes musulmanes de Coímbra y Oporto, desde ambas ciudades las tropas cristianas, lideradas por Hermenegildo, ocuparon y repoblaron, con hombres llevados de Galicia, otras ciudades como Braga, Viseo y Lamego. Coímbra, Lamego y Viseo fueron conquistadas otra vez en 987 por Almanzor y no fue hasta 1064 cuando fueron reconquistadas definitivamente por el rey Fernando I de León.
Alfonso III tuvo que hacer frente a las ofensivas del príncipe omeya al-Mundir, hijo del emir cordobés Mohamed I. La lucha fue casi constante entre 875 y 883. Las primeras incursiones omeyas tuvieron como objetivo León y El Bierzo, pero fracasaron. La contraofensiva cristiana se saldó con la toma de Deza y Atienza. 
Abd al-Rahman Ibn Marwán, el Gallego, señor de Mérida y rebelde al emir de Córdoba, le envió para congraciarse con él al ministro de este, Hashim ibn Abd al-Aziz. Esto provocó que en 878 Al-Mundir dirigiese sus huestes de nuevo hacia León y Astorga, mientras que Salid ben Ganim llegaba hasta el Órbigo. El rey magno, para evitar la unión de ambos ejércitos, salió al encuentro del segundo al que derrotó en la batalla de Polvoraria, en la confluencia de los ríos Órbigo y Esla. Al-Mundir emprendió entonces la retirada, pero Alfonso III le interceptó en el valle de Valdemora, donde lo venció. El emir Mohamed se vio obligado a pagar rescate y a firmar una tregua de tres años. Era la primera vez que Córdoba pedía la paz.
Ambos reyes consideraron la tregua como un paréntesis, preparándose para el siguiente asalto: Mohamed armó una flota para atacar Galicia por mar, pero fue destrozada por una tormenta. Alfonso e Ibn Marwán descendieron por el valle del Tajo y batieron al ejército cordobés en el monte Oxifer, junto al río Guadiana.
Como desquite, Mohamed atacó en el año 882 el reino de Zaragoza, a donde Alfonso había enviado a su hijo Ordoño para que se educara con los Banu Qasi, hijos de Musa, avanzando por la antigua vía romana hasta León. Hubo un intercambio de prisioneros y los cordobeses se retiraron. Repitieron la campaña en 883 con el mismo resultado. En 884 Mohamed I y Alfonso III firmaron la paz, pues ambos empezaban a tener serios problemas internos. El rey magno se encontró con un levantamiento acaudillado por sus hermanos Fruela, Odoario y Bermudo, que se hicieron fuertes en Astorga, apoyados por varios condes, pero rápidamente fueron derrotados y ajusticiados.

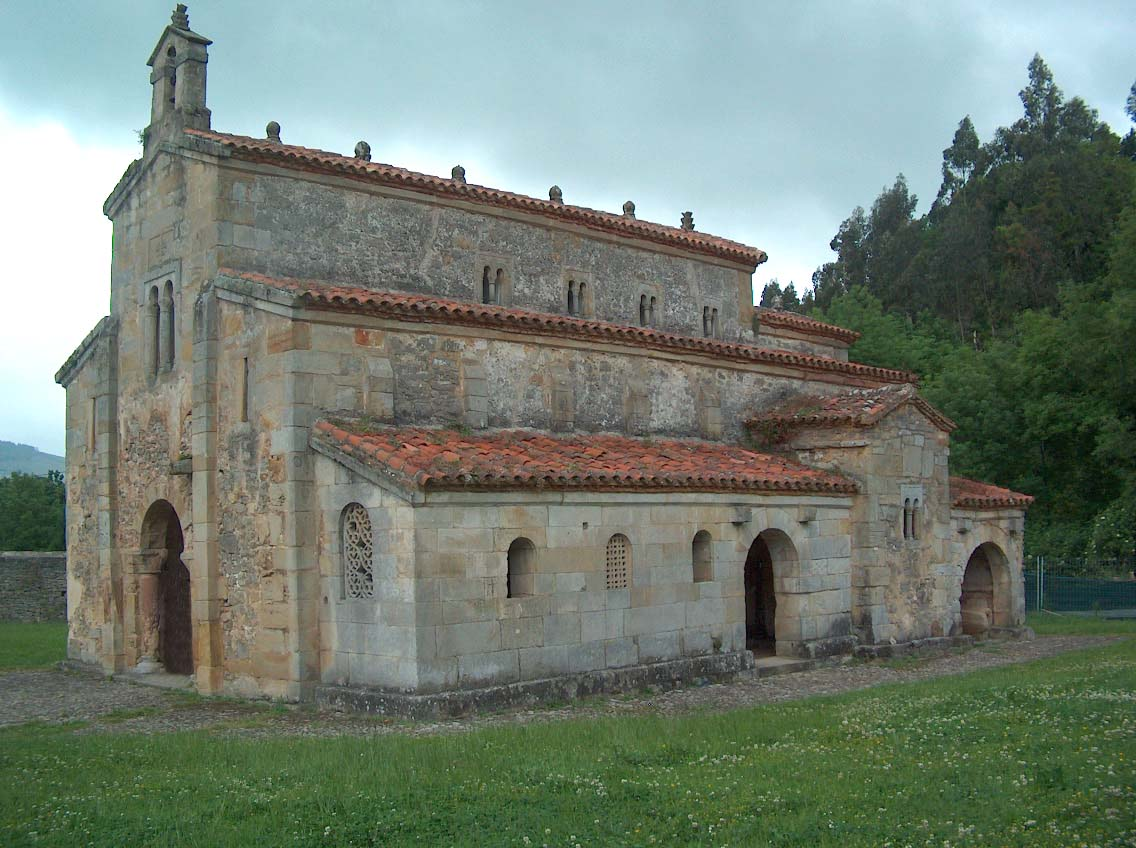
Iglesia de San Salvador de Valdediós, fundada por el rey Alfonso III

En 901 el rebelde omeya Ibn al-Qitt, proclamado Mahdi, predicó la guerra santa y atacó Zamora —«reconstruida y repoblada por mozárabes toledanos [...] la plaza avanzada más importante del reino astur»— que pudo resistir. El caudillo mesiánico, abandonado por los suyos, fue vencido y muerto en batalla en lo que se conoce como el Día de Zamora. En esos años, el emirato de Córdoba sufrió rebeliones civiles, por lo que dejó de inquietar al reino de Asturias que, sin embargo, hizo frente a sus antiguos aliados de Mérida y del valle del Ebro: aliado con el conde de Pallars, dio un golpe de Estado que consiguió derrotar a los Banu Qasi e instalar un navarro, Sancho Garcés I, en el trono pamplonés.

### Fin de su reinado
Al final de sus días, se sublevó su hijo García, que se había casado con Nuña, hija del conde de Castilla Munio Núñez, que fue el instigador de la conjura contra el rey. Capturado García por su padre, su suegro Nuño provocó un levantamiento ayudado por Jimena, Ordoño y Fruela. Según la Crónica General de España de Alfonso X el Sabio, la reina Jimena «basteció estos castiellos en tierras de León, Alba, Gordón, Arbolio et Luna, et diólos a su fijo el infant don García». El castillo de Luna tenía singular importancia al acoger el tesoro regio. Alfonso III, según Sampiro, fue relegado a Boides, una aldea cercana a San Salvador de Valdediós, después peregrinó a Santiago, realizó una «expedición militar autorizada por García por tierras de Mérida», y falleció el 20 de diciembre de 910 a medianoche en Zamora al regreso de la incursión, acontecimientos corroborados en las crónicas de Ibn Hayyan.
Desde ese momento, el reino de Asturias, engrandecido con extensos territorios, vio trasladada la capital desde Oviedo a León y comenzará a hablarse del reino de León y a partir de ese momento, los nuevos soberanos se intitularían reges Legionis, o sea, reyes de León, con ocasionales divisiones del reino asturleonés entre Asturias, Galicia y León. Con las fronteras ampliadas hasta el río Duero y el Mondego, empezaron a afluir mozárabes. Aunque el reino fue dividido entre sus tres hijos durante unos años: para García, León; para Ordoño, Galicia y Portugal; y para Fruela, Asturias.
En el tercer tomo de su obra Orígenes de la nación española, el historiador Claudio Sánchez-Albornoz, gran defensor del rey magno, resume así el fin de su reinado:

A la muerte de Alfonso III en Zamora, en diciembre del año 910, terminaron dos siglos decisivos de historia española. El Asturorum regnum, el reino de los astures había cumplido su histórica misión en la forja de España y de lo hispano. Con su máxima expansión geográfica coincidía su fin.

## Muerte y sepultura

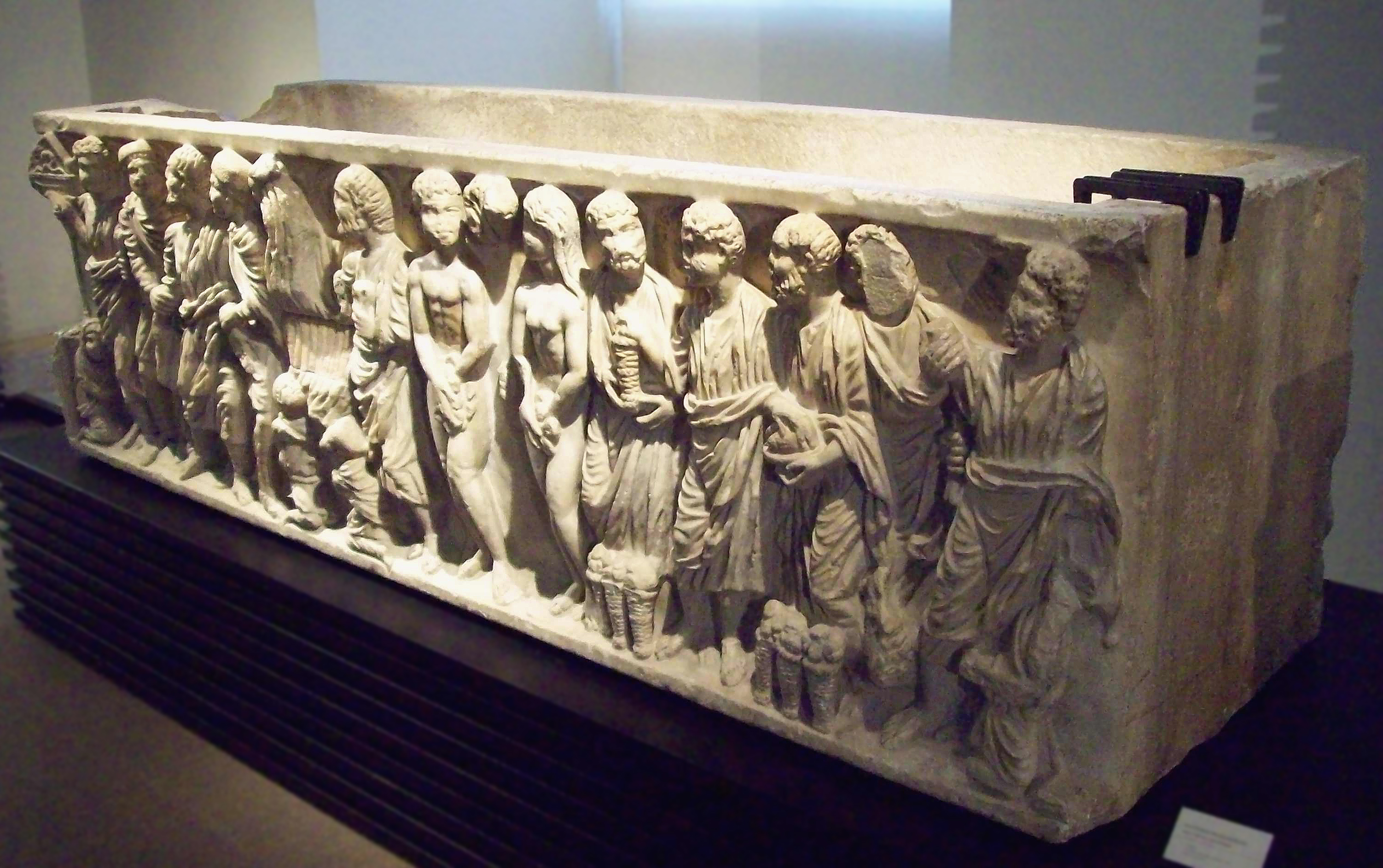
Sarcófago de Astorga, que contuvo los restos de Alfonso III el Magno Museo Arqueológico Nacional, Madrid

Alfonso III falleció en la ciudad de Zamora el 20 de diciembre del 910 a medianoche. Su cadáver fue conducido a la ciudad de Astorga y enterrado en la catedral de dicha ciudad, en la que posteriormente sería sepultada su esposa, la reina Jimena de Asturias quien falleció dos años después en 912. Sus restos fueron depositados en el sarcófago de Astorga, hallado en el municipio leonés de San Justo de la Vega, y que desde el año 1869 se halla expuesto en el Museo Arqueológico Nacional, ubicado en Madrid. 
Posteriormente, en el año 986, los restos de Alfonso III y los de su esposa fueron trasladados, por orden del rey Bermudo II de León, a la ciudad de Oviedo, pues el monarca leonés temía que los restos mortales de ambos fuesen profanados por las tropas musulmanas dirigidas por Almanzor, que en esos momentos avanzaban hacia el reino de León, siendo depositados en el panteón de reyes de la capilla de Nuestra Señora del Rey Casto de la catedral de Oviedo, donde se hallaban sepultados numerosos miembros de la realeza asturleonesa.

## Matrimonio y descendencia

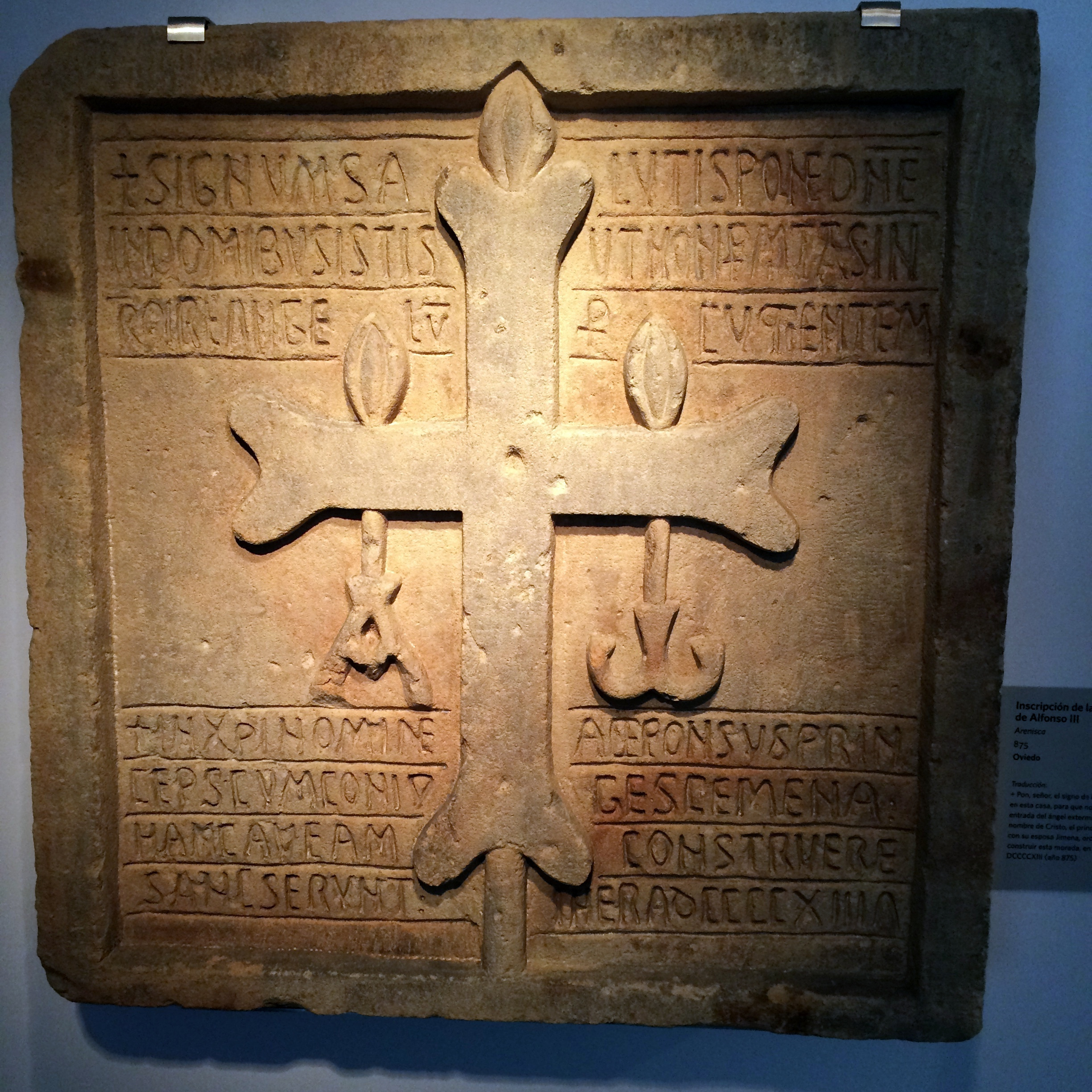
Inscripción del año 875 en la fortaleza de Alfonso III

Contrajo matrimonio con Jimena de Asturias, cuya filiación no está confirmada, aunque algunos historiadores consideran que fue hija del rey García Íñiguez de Pamplona y hermana del rey Fortún Garcés. La boda se habría celebrado entre el 28 de mayo y el 20 de diciembre de 873. En 874 ambos suscribieron la donación de una cruz de oro a la iglesia de Santiago.
Fruto de su matrimonio nacieron: 
- García I de León (875-914), el primogénito,[28][29] rey de León.
- Ordoño II de León (876-924).[29] Rey de Galicia y posteriormente de León tras heredar el trono leonés a la muerte de su hermano mayor.[30]
- Gonzalo (m. c. 920).[29] Confirmó en numerosos privilegios de la época, emitidos por sus padres y hermanos, y fue arcediano de la catedral de Oviedo.[29] Algunos autores señalan que probablemente estaría sepultado en el panteón de reyes de la Catedral de Oviedo.
- Fruela II de León (c. 877-925).[29] Rey de Asturias y posteriormente de León.
- Ramiro (m. 929).[31] Pudo haber heredado el trono del reino de Asturias cuando su hermano Fruela sucedió al hermano de ambos, Ordoño II, en el reino leonés.[32][33][b] Según Jaime de Salazar y Acha, es posible que haya contraído matrimonio con la reina Urraca, viuda de su hermano Fruela.[31] Manuel Carriedo Tejedo no comparte esa opinión y dice que esa confusión se debe a una malinterpretación de Pelayo, obispo de Oviedo.[32] Según la inscripción en su sepulcro en el panteón de reyes de la Catedral de Oviedo, falleció el 31 de marzo de 929.[32]

## Cultura

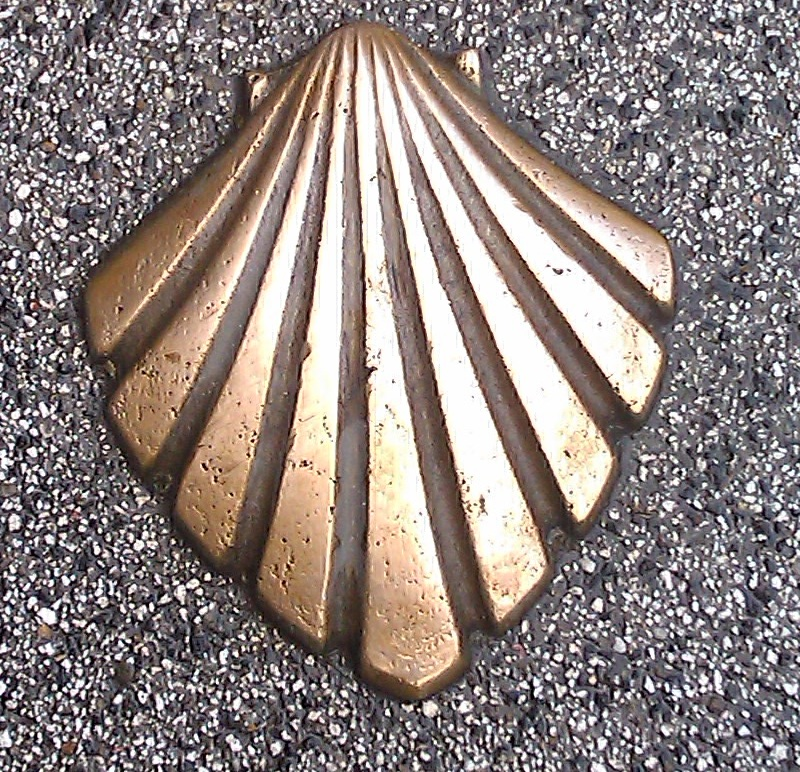
Concha o venera de Santiago.

1. Convocó el segundo Concilio ovetense en el 893.
2. Mandó elaborar la Cruz de la Victoria, que figura en la actual bandera de Asturias, convertida en símbolo del Principado. La joya fue hecha por orfebres procedentes del reino franco. Ordenó su elaboración a principios del siglo X, como donación a la catedral de San Salvador. Hoy se guarda en la Cámara Santa de la Catedral de Oviedo y una copia cuelga del puente de Cangas de Onís
3. El hallazgo del sepulcro de Santiago convierte a Compostela en la segunda sede apostólica después de Roma, con autoridad sobre clérigos de otros reinos y condados cristianos. Santiago se convierte en destino de peregrinos, verdaderos transmisores de cultura.
4. Con respecto al arte asturiano, durante el reinado de Alfonso III el Magno se da la llamada «etapa postramirense» de la arquitectura prerrománica asturiana, con edificios de la importancia de San Salvador de Valdediós, Santo Adriano de Tuñón y la basílica de Santiago de Compostela.
5. Ordenó la redacción de tres crónicas en las que rehace la historia presentando al reino de Asturias como el heredero del reino visigodo:

- La Crónica albeldense (c. 881).
- La Crónica profética. (c. 883)
- La Crónica de los reyes visigodos o Crónica de Alfonso III (c. 911).

| Predecesor: Ordoño I | Rey de Asturias 866-910 | Sucesores: García I (rey de León) Ordoño II (rey de Galicia) Fruela II (rey de Asturias) |